# Nazionale femminile under 20 di calcio della Nigeria
La nazionale under 20 di calcio femminile della Nigeria è la rappresentativa calcistica femminile internazionale della Nigeria formata da giocatrici al di sotto dei 20 anni, gestita dalla Federazione calcistica della Nigeria (Nigeria Football Federation - NFF).
Come membro della Confédération Africaine de Football (CAF) partecipa al campionato africano di categoria e al Campionato mondiale FIFA under 20.
Con suoi due secondi posti, nelle edizioni 2010 e 2014 del Campionato mondiale femminile di calcio di categoria, al quale si aggiunge anche il quarto posto dell'edizione 2012 è, al 2017, classificata al quarto posto, a pari merito con la Cina e dietro a Germania, Stati Uniti e Corea del Nord. Inoltre, al 2017, è tra le quattro nazionali U-20 ad aver partecipato a tutte le nove edizioni assieme a Brasile, Germania e Stati Uniti.

## Campionato mondiale under 20
- 2002: Primo turno (Torneo under 19)
- 2004: Quarti di finale (Torneo under 19)
- 2006: Quarti di finale
- 2008: Quarti di finale
- 2010: Secondo posto
- 2012: Quarto posto
- 2014: Secondo posto
- 2016: Primo turno
- 2018: Quarti di finale
- 2022: Quarti di finale
- 2024: Ottavi di finale

## Campionato africano under 20

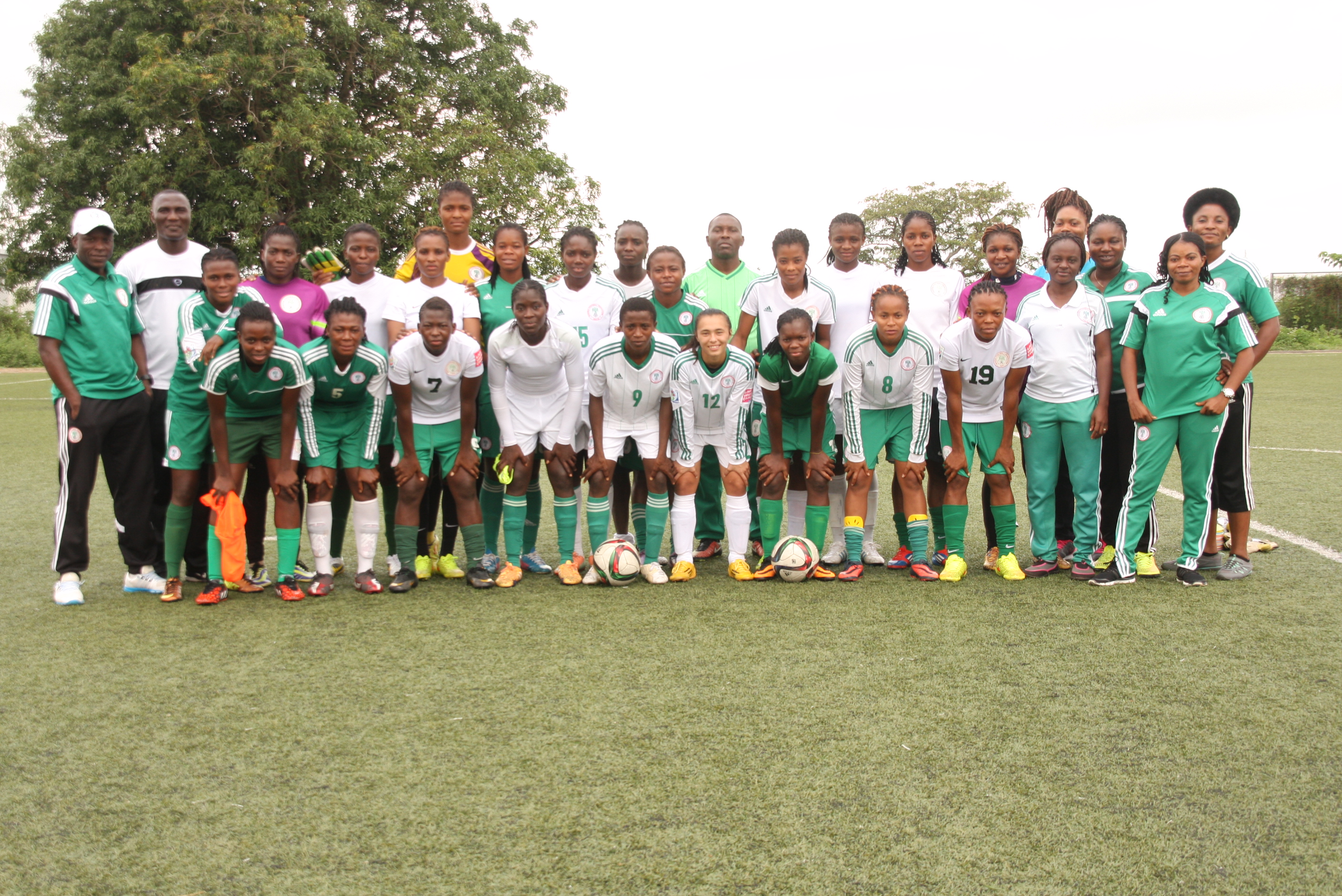
La formazione under 20 che ha incontrato il Congo nel settembre 2015.

- 2002: Campione (torneo under 19)
- 2004: Campione (torneo under 19)

- 2006: Qualificata
- 2008: Qualificata
- 2010: Qualificata
- 2012: Qualificata
- 2014: Qualificata
- 2015: Qualificata
- 2017: Qualificata